# Edge of Saturday Night
Az Edge of Saturday Night című dal az amerikai DJ és producer The Blessed Madonna és az ausztrál énekes-dalszerző Kylie Minogue közös dala, mely 2024. augusztus 14-én jelent meg a Warner Music UK és a Margeverse Limited kiadó gondozásában. Ez a harmadik kimásolt kislemez a 2024 októberében megjelenő Godspeed című stúdióalbumról.

## Előzmények és megjelenés
Az "Edge of Saturday Night" ötlete először 2020-ban merült fel. The Blessed Madonna ezt mondta: "Amikor lehetőséget kaptam egy album elindítására, a bezártság szélén álltunk. Amikor leültem, hogy dalszövegeket írja, egy vadonatúj élet határán voltam, és amikor beprogramoztam, és megírtam a zenét, melyből ez a dal lesz, a következő nagy ugrás előtt álltam a produkció terén. Életemben egy reggel volt, amikor egy buli vége helyett lehúztuk a rolót, és újra kezdtük az egészet...Amikor Kylie ezen a dalon keresztül belépett az életembe, még meglepőbb volt, mint ahogy a hajnal alkonyattá változott. Így hát együtt vagyunk, Marge és Kiki meghívást kapnak".

## Összetétel
Az "Edge of Saturday Night" című dalt Kylie Minogue, Jin Jin, The Blessed Madonna és Raye írta. A dal producere a Dance System, Pat Alvarez és The Blessed Madonna voltak.

## Promóció

### Videoklip
Először egy hivatalos dalszöveg videó jelent meg a YouTube csatornán, a kislemez megjelenésével egyidőben, majd a Sophia Muller által rendezett hivatalos videoklip 2024. augusztus 23-án Minogue hivatalos YouTube csatornáján.

### Élő előadások
The Blessed Madonna és Minogue először a dalt az Ibizai Pikes Hotelben adták elő.

## Slágerlista
| Slágerlista (2024)                     | Legjobb helyezések |
| -------------------------------------- | ------------------ |
| New Zealand Hot Singles (RMNZ)         | 35                 |
| Egyesült Királyság (UK Download Chart) | 16                 |
| UK Singles Sales (OCC)                 | 17                 |

## Megjelenések
| Ország    | Dátum               | Formátum                     | Label                     | Ref(s). |
| --------- | ------------------- | ---------------------------- | ------------------------- | ------- |
| Különböző | 2024. augusztus 14. | Streaming Digitális letöltés | Warner Margeverse Limited | [ 11 ]  |